# Refik Šabanadžović
Refik Šabanadžović, né le 2 août 1965 à Tuzi Yougoslavie (auj. au Monténégro), est un footballeur international yougoslave d'origine bosniaque et monténégrine. Il a notamment gagné la coupe des clubs champions 1991 avec l'Étoile rouge de Belgrade. Il a également joué pour le Željezničar Sarajevo ou encore l'AEK Athènes.
Il vit à Sarajevo, en Bosnie-Herzégovine.

## Palmarès
Željezničar Sarajevo
- Demi-finaliste de la Coupe UEFA en 1985.

 Étoile rouge de Belgrade
- Vainqueur de la Coupe des clubs champions européens en 1991.
- Champion de Yougoslavie en 1988, 1990 et 1991.
- Vainqueur de la Coupe de Yougoslavie en 1990.

 AEK Athènes
- Champion de Grèce en 1992, 1993 et 1994.
- Vainqueur de la Coupe de Grèce en 1996.

 Olympiakos Le Pirée
- Champion de Grèce en 1997 et 1998.